# Fondation Jean Félicien Gacha
 (août 2024).
La Fondation Jean Félicien Gacha est une fondation à but social créée en 2012. Elle intervient dans divers domaines tels la santé, l'éducation, l'électrification rurale et l'aménagement des espaces verts.

## Histoire
La fondation, créée par Ly Dumas,, porte le nom de son père Jean Félicien Gacha,,.
La Fondation Jean-Félicien Gacha au Cameroun possède un espace culturel à Bangoulap et collabore avec l’Espace Culturel Gacha à Paris,,,.

## Activités

### Catering
La fondation offre des commodités d'hébergement et de restauration à la villa Boutanga et au restaurant Jacaranda de Bangoulap. Des répliques de divers styles architecturaux (cases Mousgoum des peuples des plaines du Nord-Cameroun du Sud-ouest du Tchad et de l'Est du Nigéria; faites en boue séchée) sont reproduites à Bangoulap, à la Fondation Jean Félicien Gacha à Bangoulap, dans la région de l'Ouest Cameroun.

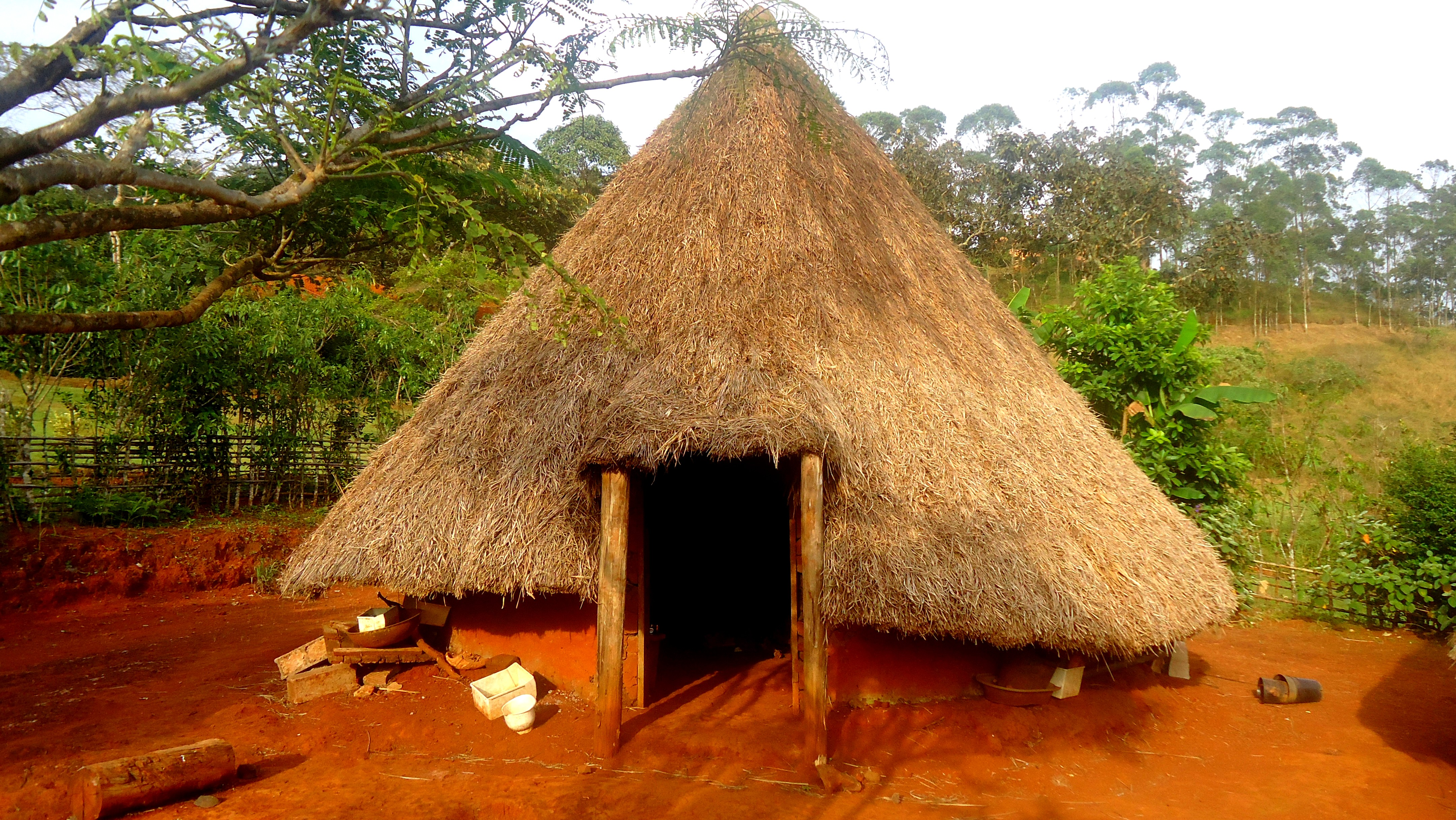
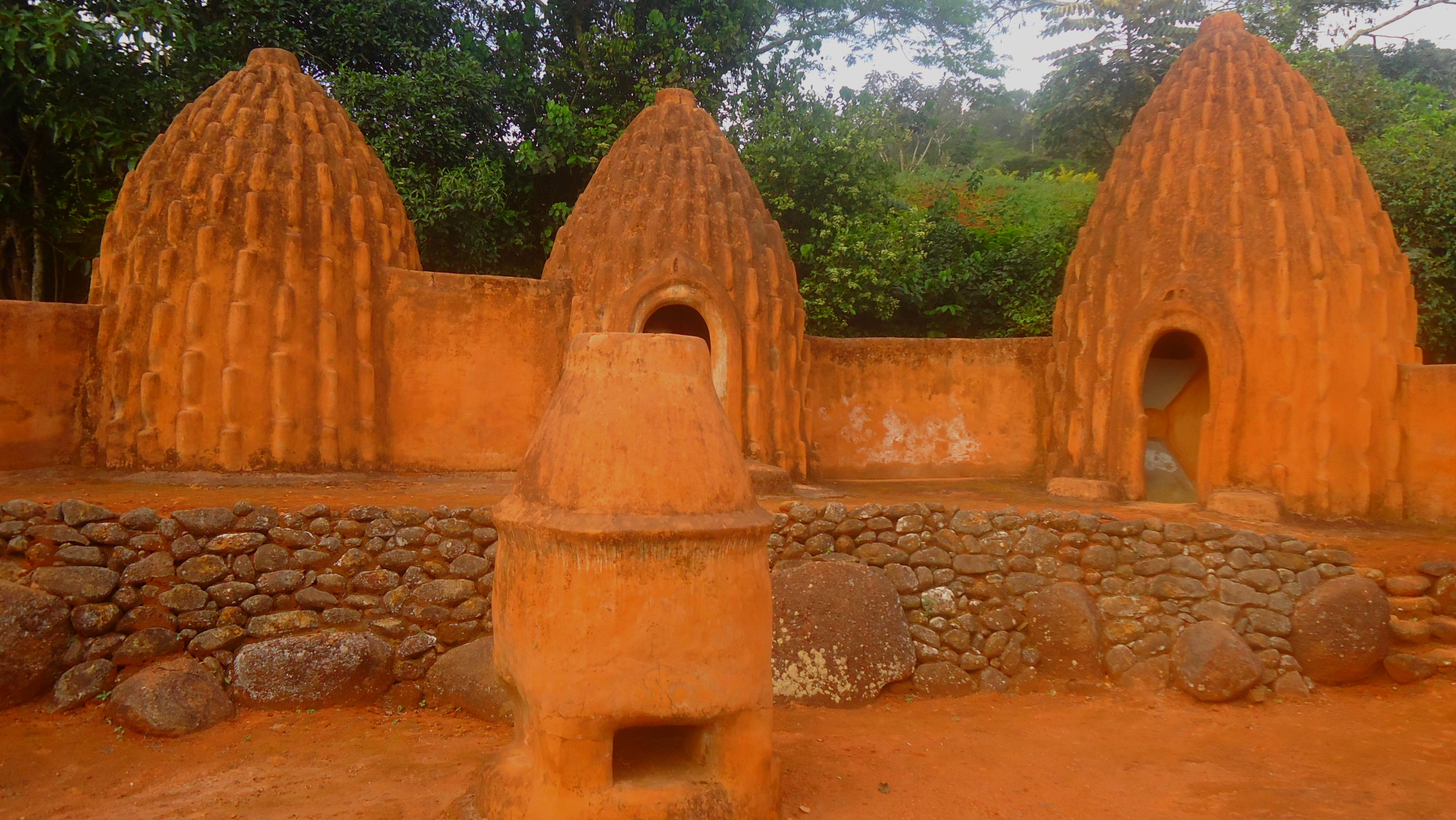
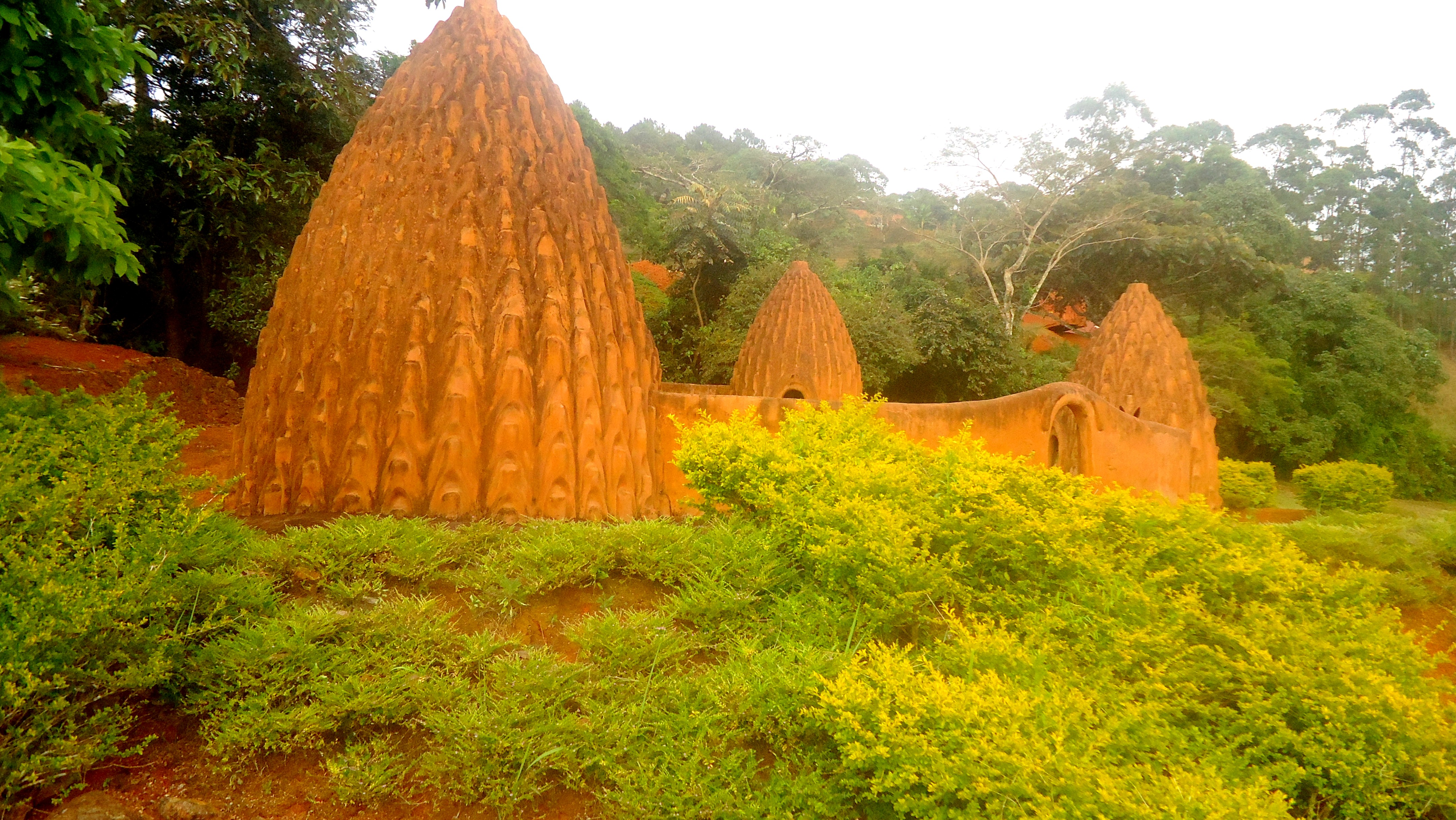

### Activités sociales et caritatives
La Fondation intervient dans les écoles, les orphelinats, les centres médicaux par le don de matériel et l'organisation d'activités.

### Échanges culturels
La Fondation Jean-Félicien Gacha propose des espaces et des ateliers pour immersions et échanges culturels.